# Кім Йон Джу
Кім Йон Джу (кор. 김영주, 30 грудня 1957, Тегу) — колишній південнокорейський футбольний арбітр. Арбітр ФІФА з 1994 по 2002 рік.

## Суддівська кар'єра
Він працював суддею на великих змаганнях:
- Кубок Азії з футболу 1996 (3 матчі)
- Молодіжний чемпіонат світу з футболу 1997 (3 матчі)
- Кубок африканських націй 1998 (2 матчі)
- Кубок Тигра 1998 (фінал)
- Кубок конфедерацій 1999 (2 матчі)
- Кубок Азії з футболу 2000 (2 матчі)
- Чемпіонат світу з футболу 2002 (1 матч)